# کاتیا ابشتاین
کاتیا ابشتاین (به انگلیسی: Katja Ebstein) (زاده ۹ مارس ۱۹۴۵) خواننده آلمانی است.
او نماینده آلمان در یوروویژن ۱۹۷۰، یوروویژن ۱۹۷۱ و یوروویژن ۱۹۸۰ بود.